# 1080'erne
Århundreder: 10. århundrede – 11. århundrede – 12. århundrede
Årtier: 1030'erne 1040'erne 1050'erne 1060'erne 1070'erne – 1080'erne – 1090'erne 1100'erne 1110'erne 1120'erne 1130'erne
År: 1080 1081 1082 1083 1084 1085 1086 1087 1088 1089